# 速联
速联公司（英語：SRAM Corporation，简称SRAM）是一家由私人經營的自行車零部件製造商，總部設在芝加哥，成立於1987年。SRAM是一個首字母縮略詞，包括其創始人Scott、Ray和Sam的名字（其中Ray是公司總裁Stan Day的中間名）。該公司以生產自行車部件聞名，其中包括一些內部開發，如Grip Shift、DoubleTap、專用的1x11山地和道路傳動系統，以及無線電子組SRAM Red eTap。
該公司通過併購成為世界上最大的高端自行車零部件品牌之一，以SRAM、Avid、RockShox、Truvativ、Quarq和Zipp之品牌銷售。 其組件主要在其內部位於葡萄牙、臺灣和美國的工廠自行製造，為全球腳踏車高端市場的自有品牌（Own Brand）零件供應商並且與各知名品牌腳踏車廠合作，同時也經營售後市場部件銷售。

## 成立历史
创立之初的1988年， SRAM发明了转把变速器，并将此技术应用到公路自行车产品上。1990年SRAM起诉竞争对手禧玛诺的不正当竞争行为，指禧玛诺向OEM厂商提供的产品报价中给予了15％的折扣，以诱使自行车制造商们使用全套的禧玛诺传动系统，放弃采纳SRAM的转把变速器技术。1991年SRAM和禧玛诺达成庭外和解，此次诉讼的重要意义是，SRAM赢得了在利润丰厚的OEM自行车零件市场上与对手们竞争的权利。
收到禧玛诺的和解费用后，得益于销售额快速上升，SRAM的业绩连续几年大幅增长，开始投资收购其他厂商。2008年，SRAM获得了Trilantic Capital Partners公司的两亿三千万美元的战略投资（该公司前身为雷曼兄弟商业银行旗下的子公司），结束日期为2008年9月30日。2011年5月12日，速联在一份文件宣布首次公开募股，拟筹集最多3亿美元。

## 产品
SRAM的自行车变速系统直接使用SRAM品牌。SRAM收购了一系列自行车零件公司，以收购而不是自行研发的的形式，形成了一条完整的自行车零部件产品线。被收购的厂商被保留其名称，作为全资子品牌继续生产其原产品，这些品牌包括Rockshox、Truvativ（新锐）、 Sachs、 Avid以及Zipp。

### SRAM
SRAM的公路自行车变速系统包括拥有7个系列的套件：(全部使用了SRAM Double Tap技术，按产品定位、性能和价格从高到低排列) 
- SRAM Red Axs（24速）
- SRAM Force Axs（24速）
- SRAM rival Axs
- SRAM Red 2012
- SRAM Red - Black Edition
- SRAM Force
- SRAM Rival
- SRAM Apex (Introduced in 2010)

山地自行车变速系统则有12个系列的套件：(按产品定位、性能和价格从高到低排列，同排表示同等级）
- XX  *XX1
- XO  *XO1
- X.9 *X1
- X.7 *GX
- X.5 *NX
- X.4
- X.3

其中在2012年发布的首套1X传动系统XX1更是掀起了单盘的革命  导致其对手禧玛诺在次年也发布了自己的XTR 9000   但由于SRAM使用的XD塔基使其在42T的飞轮上有着惊人的420%齿比范围  而对手禧玛诺由于塔基限制导致同样42T飞轮只有381%的齿比范围

### Sachs Bicycle Components
简称Sache，1997年11月SRAM从Mannesmann Sachs AG（德国电信集团成员）手中收购了Sachs Bicycle Components，收购内容包括了一条完整的生产线. Sachs拥有1250名员工， 营业额超过1亿2千万美元，在德国施韦因富特有一座自行车生产工厂，集自行车生产及研发集于一体。之后SRAM在新的工程和开发资源的投资超过100万美元（美元）。未被收购部门组成新的Sachs公司，由ZF Friedrichshafen AG控股，主要生产汽车零部件。

### RockShox
SRAM于2002年2月19日收购了RockShox。RockShox是第一家将自行车避震前叉引入消费市场的厂商。RockShox的市场及销售部门位于芝加哥，产品研发部门在科罗拉多州斯普林斯。收购后SRAM将位于台湾的一家工厂转型专为RockShox生产产品。RockShox现在负责生产自行车避震产品，包括山地自行车及一般自行车用的油簧叉/油气叉、后避震器、后避震器锁定遥控器、维护用品以及高度可调坐管。

### Avid

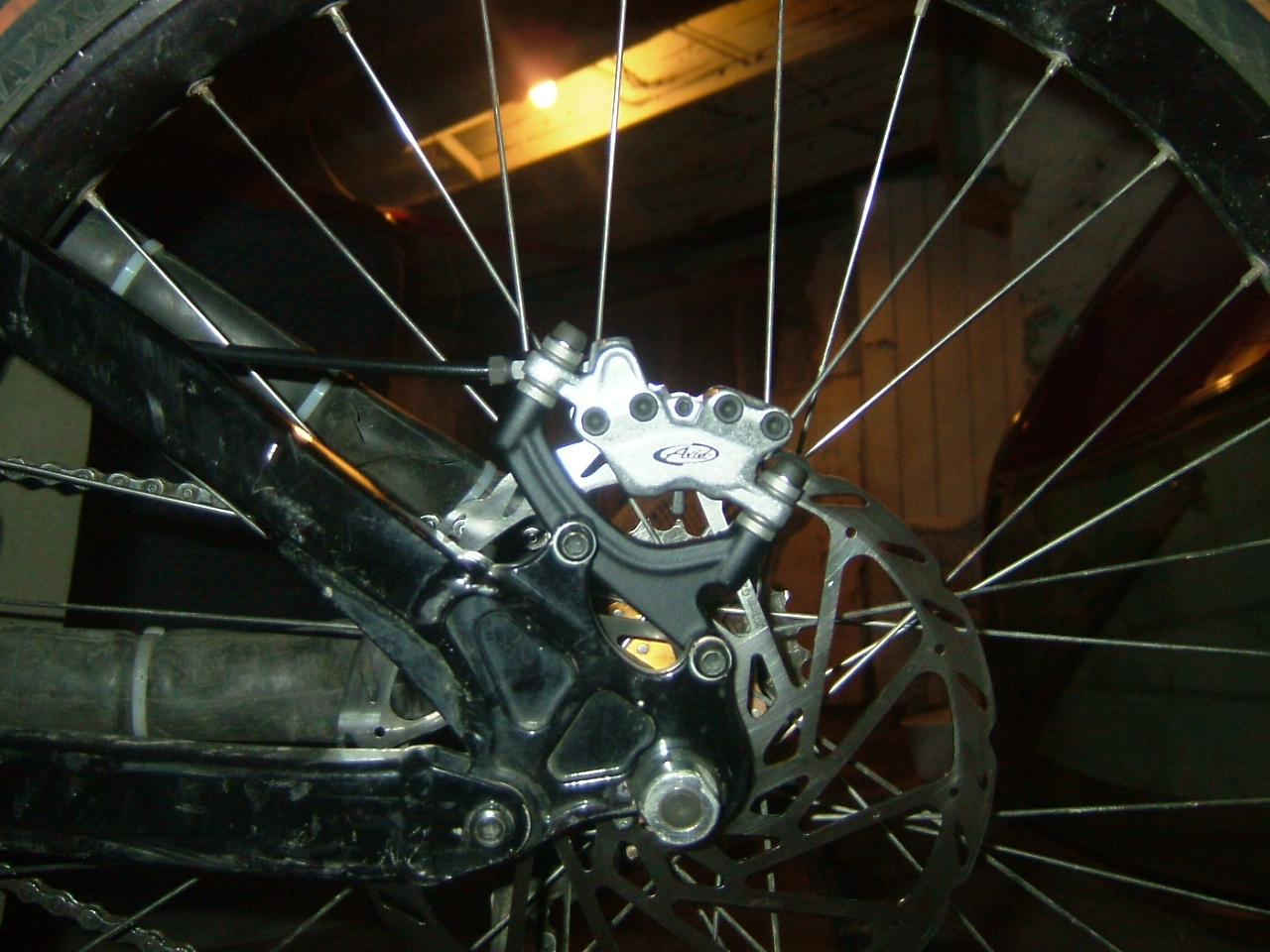
Avid Code 2008 Caliper and Disc

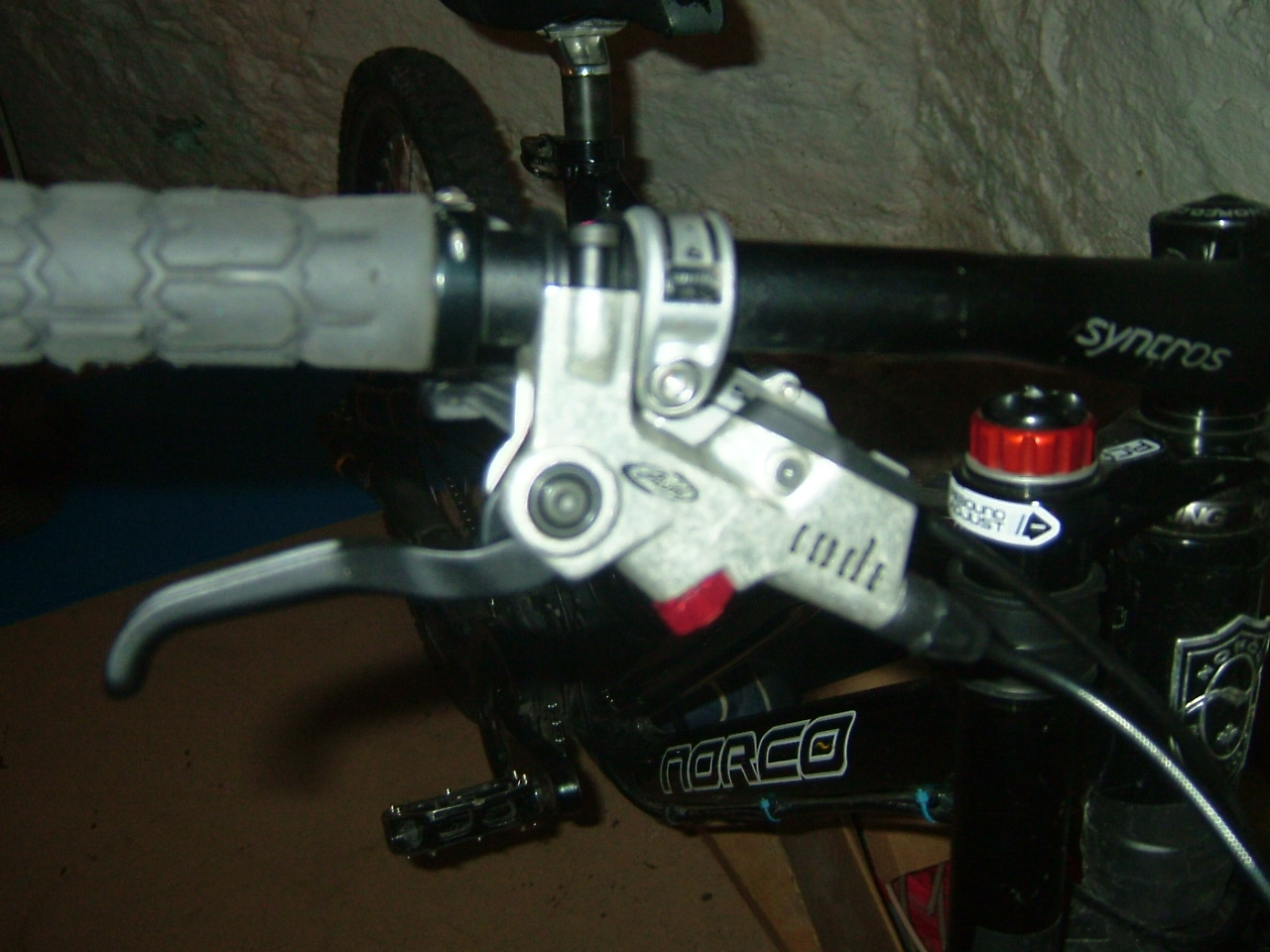
Avid Code 2008 Lever

SRAM于2004年3月1日收购Avid。Avid是一家自行车刹车零部件生产商，其产品包括油压碟刹、机械线拉碟刹、V刹、制动杆、刹车线材以及维护用品，适用于山地自行车及越野自行车。Avid同时也生产两款公路自行车碟刹。和RochShox一样，产品研发部门保留在在科罗拉多州斯普林斯，市场及销售部门则搬去了芝加哥SRAM总部。

### Truvativ（新锐）
SRAM于2005年收购了Truvativ，得到了自行车牙盘、中轴、车把、曲柄、踏板、座管和链条固定系统等一系列产品线。这使得SRAM终于得以组成了一个完整的动力传动系统，并于次年第一次发布了SRAM品牌的公路自行车套件。

### Zipp
SRAM于2007年11月6号收购了Zipp，一家生产高端公路自行车碳纤维轮组，以及高端自行车牙盘、车把、曲柄以及轮圈的厂商。

## 财政
2011年SRAM公司曾宣布有意计划上市，但因股市波动而搁置。SRAM报告2010年净销售额为五亿二千四百万美元，并连续四年以每年16％左右的速度在增长。2010年该公司估计，在三百五十亿总市值的自行车零件市场中，其份额为15％左右。